# Don Medford
Don Medford (Detroit (Michigan), 26 november 1917 - West Hills (Los Angeles), 12 december 2012) was een Amerikaanse televisieregisseur.

## Biografie
Don Medford werd geboren in 1917 in Detroit (Michigan) als Donald Muller.
Hij regisseerde meer dan 75 tv-series tussen 1951 en 1989 en ook 3 langspeelfilms.
Medford regisseerde de laatste tweedelige aflevering The Fugitive-serie (1960) en de laatste aflevering van de The Colbys-serie (1980). Hij regisseerde ook de gewelddadige western The Hunting Party (1971).

## Filmografie

### Televisieseries
- Tales of Tomorrow (1951-1953)
- Medallion Theatre (1953-1954)
- Campbell Playhouse (1953)
- General Electric Theater (1954-1959)
- Alfred Hitchcock Presents (1955)
- Studio 57 (1956-1957)
- Suspicion (1957-1958)
- Decoy (1957-1958)
- Climax! (1957)
- M Squad (1958-1959)
- Schlitz Playhouse of Stars (1958)
- Kraft Television Theatre (1958)
- The Rifleman (1959-1960)
- The Detectives (1959-1960)
- Zane Grey Theater (1959)
- Law of the Plainsman (1959)
- The DuPont Show with June Allyson (1959)
- The Deputy (1959)
- Markham (1959)
- The Twilight Zone (1960-1963)
- The United States Steel Hour (1960-1962)
- Checkmate (1960)
- Target: The Corruptors (1961-1962)
- Bus Stop (1961)
- The Untouchables (1961)
- The Barbara Stanwyck Show (1961)
- Dr. Kildare (1962-1964)
- The Dick Powell Show (1962-1963)
- Sam Benedict (1962)
- The Lloyd Bridges Show (1962)
- The Law and Mr. Jones (1962)
- Adventures in Paradise (1962)
- The Lieutenant (1963)
- Mr. Novak (1963)
- The Travels of Jaimie McPheeters (1963)
- The Eleventh Hour (1963)
- 12 O'Clock High (1964-1966)
- The Man from U.N.C.L.E. (1964)
- The F.B.I. (1965-1974)
- The Fugitive (1965-1967)
- The Invaders (1967)
- Cimarron Strip (1967)
- Lancer (1969)
- Cannon (1971)
- The Streets of San Francisco (1973)
- Baretta (1975-1978)
- Police Story (1975-1976)
- Most Wanted (1976-1977)
- City of Angels (1976)
- David Cassidy - Man Undercover (1978)
- Kaz (1978)
- Mrs. Columbo (1979)
- Dynasty (1981-1988)
- The Fall Guy (1983-1985)
- Trauma Center (1983)
- Jessie (1984)
- Emerald Point N.A.S. (1984)
- The Colbys (1985-1987)
- Airwolf (1985)
- Hell Town (1985)
- Alfred Hitchcock Presents (1986)
- Something Is Out There (1988)
- True Blue (1989)
- Jake and the Fatman (1989)

### Films
- To Trap a Spy (1964)
- Ghostbreakers (1967)
- Cosa Nostra, Arch Enemy of the FBI (1967)
- The Organization (1971)
- The Hunting Party (1971)
- Incident in San Francisco (1971)
- The Fuzz Brothers (1973)
- The November Plan (1977)
- The Clone Master (1978)
- Coach of the Year (1980)
- Sizzle (1981)
- Dusty (1983)
- Hell Town (1985)